# Husbockslejon
Husbockslejon (Opilo domesticus) är en skalbaggsart som först beskrevs av Sturm 1837.  Husbockslejon ingår i släktet Opilo, och familjen brokbaggar. Enligt den svenska rödlistan är arten sårbar i Sverige. Arten förekommer i Götaland, Gotland, Öland och Svealand. Artens livsmiljö är skogslandskap, jordbrukslandskap, stadsmiljö.